# Peces (álbum)
Peces es el primer álbum de estudio de la banda de rock alternativo chilena Lucybell, publicado en 1995 a través del sello discográfico EMI Odeón Chilena, siendo producido por Mario Breuer y la propia banda. Fue certificado como disco de oro en 6 meses, recibiendo disco de platino 4 meses más tarde. La banda fue elegida «Grupo Revelación de 1995» por la Asociación de Periodistas de Espectáculos (APES).
Las canciones de este álbum, fueron influenciadas por el rock alternativo británico de finales de los años 1980 y comienzos de los años 1990, con grupos como The Cure, Cocteau Twins, The Charlatans y Joy Division y la influencia shoegazing de la banda británica My Bloody Valentine.

## Contexto
Bajo una nueva ola de bandas jóvenes post-plebiscito, Lucybell fue agrupado con otros contemporáneos como Christianes, Santos Dumont y Malcorazón, que surgieron de una escena musical independiente. Tuvieron su primera aparición oficial en el casete compilatorio Los grandes valores under de 1992, donde aparecen «De sudor y ternura» y «Grito otoñal». Esas dos canciones fueron regrabadas al momento de empezar la composición para Peces, que originalmente sería producido por el guitarrista Andrés Bobe de La Ley, antes de su fallecimiento en abril de 1994. La grabación fue finalmente realizado y mezclado en agosto de 1994, mientras la masterización fue en el estudio Soundesigner de Buenos Aires, Argentina, por Mario Breuer.

## Promoción
El primer videoclip «De sudor y ternura» fue producido y realizado por la propia banda, pero debido a que aún la banda no había firmado con EMI, fue pobremente difundido. Más tarde, apareció un segundo sencillo, «Vete», el cual es elegido como la mejor canción del año por varias radios en Chile. Tuvo un vídeo musical dirigido por Ariel Guelfenbein, que ingresó rápidamente a la rotación de MTV. Otro sencillo «Cuando respiro en tu boca», obtuvo buena recepción de las radios locales, y el video de este sencillo también logra una buena rotación en MTV.
En el año 2019, fue estrenado el documental Cuando respiro en tu boca, dirigido por Carlos Moena, quien registró todo el proceso de grabación realizado por la banda en ocho días en el estudio Sonus.

## Lista de canciones
Todas las letras escritas por Claudio Valenzuela, toda la música compuesta por Lucybell. 
| N.º   | Título                          | Duración |  |
| 1.    | «Cuando respiro en tu boca»     | 3:28     |  |
| 2.    | «Lunas»                         | 2:43     |  |
| 3.    | «Ángeles siameses»              | 3:23     |  |
| 4.    | «Vete»                          | 3:38     |  |
| 5.    | «Rodar»                         | 3:14     |  |
| 6.    | «Eclipse»                       | 3:05     |  |
| 7.    | «Que no me vengan con paraísos» | 2:48     |  |
| 8.    | «Sin alas»                      | 3:47     |  |
| 9.    | «Desde alá»                     | 3:14     |  |
| 10.   | «Tú»                            | 3:34     |  |
| 11.   | «De sudor y ternura»            | 4:34     |  |
| 12.   | «Grito otoñal»                  | 5:14     |  |
| 42:45 |                                 |          |  |

## Personal
Lucybell
- Claudio Valenzuela - Voz, Guitarra.
- Marcelo Muñoz - Bajo.
- Gabriel Vigliensoni - Teclados.
- Francisco González - Batería.

Adicional
- Mario Breuer – Productor
- Hernán Rojas – Productor (en los temas grabados en 1992), ingeniero en sonido.
- Walter González – Ingeniero en Sonido.
- Piedad Rivadeira – Dirección de arte, diseño, concepto, diseño de caratúla.
- Alejandro Barruel – Fotografía.
- Pablo Rodríguez - Mánager.

## Sencillos
- Lunas, 1995.
- Vete, 1995.
- Cuando Respiro en tu Boca, 1995.
- Eclipses, 1996.